# Brera und Waltenspühl

Paul Waltenspühl (1959)

Brera und Waltenspühl war ein Genfer Architekturbüro der Partner Georges Brera und Paul Waltenspühl, das von 1946 bis in die 1980er Jahre in Genf bestand.

## Leben und Werdegang
Nach seiner Ausbildung an der École des Beaux Arts (Genf) 1936–1940 und anschliessend an der Architekturfakultät begann Georges Brera (* 27. November 1919 in Genf; † 25. September 2000 ebenda) 1946 die Zusammenarbeit mit Paul Waltenspühl (* 31. Dezember 1917 in Genf; † 5. September 2001 ebenda), den er bereits an der Kunsthochschule kennengelernt hatte, und der zwischendurch am Technikum in Genf studiert hatte. Aus dieser Verbindung gingen in den folgenden zwanzig Jahren einige bedeutende Bauten der Schweizer Architekturgeschichte hervor. Ihre Arbeit aus dieser Zeit ist stark beeinflusst von Le Corbusier, den sie auf dem CIAM-Kongress 1953 trafen. Ihr Hauptwerk aus dieser Zeit, das immer wieder in der Fachliteratur diskutiert wurde (und wird), ist die Kläranlage der Region Genf in Vernier.
Brera und Waltenspühl haben sich intensiv mit dem Städtebau beschäftigt, wo auch der Schwerpunkt ihrer akademischen Lehrtätigkeit lag: Brera lehrte an der École des Arts décoratifs Genf von 1957 bis 1964 und an der École d'architecture Genf von 1968 bis 1980; Waltenspühl unterrichtete ebenfalls an der École des Arts décoratifs Genf von 1955 bis 1957, an den Eidgenössischen Technischen Hochschulen Lausanne 1957–59 und Zürich 1959–71.
In einer Zeit, da die Agglomeration stark wuchs, gefördert durch das Gesetz über die Entwicklung städtischer Agglomerationen und die Sozialwohnungsförderung der Lois Dupont, führten Breras städtebauliche Arbeiten bald zu bedeutenden Bauaufträgen im Grosssiedlungsbau (Les Tours de Carouge, La Tourelle).
Waltenspühl baute in den sechziger Jahren eine Reihe von Schulbauten, mit der École des Palettes entwickelte er einen Schultyp in Pavillonbauweise, der als Baukastensystem anpassbar auf verschiedene Situationen insgesamt zu sechs Schulanlagen führt.
Zentrale Aspekte ihrer Arbeit waren Einfachheit und Angemessenheit der Mittel, damit verbunden die konstruktive Durchformung der Bauteile und schliesslich die Anwendung und den Einsatz der Polychromie. Vor allem in den Schulbauten erkennt man die Vorliebe für helle, offene Räume.

## Werke (in Auswahl)
- In Bürogemeinschaft
  - Stadion Champel bei Genf, 1946–47
  - Doppelhaus in Villars-sur-Ollon, 1950–51
  - Primarschule Geisendorf, Genf, 1954–56, 1966–67
  - Eternit-Fabrik Niederurnen, Payerne, 1956–57
  - Villa Maier, Cologny, 1956–58
  - Tarex-Fabrik, Petit-Lancy, 1961–62, mit René Schwertz
  - Station d’Épuration des eaux usées d’Aire, Kläranlage, Vernier, 1964–67
  - Piscine de Lancy, Freibad, Genf, 1968–69, mit Pierre Nierlé
- Georges Brera
  - Les Tours de Carouge, Genf, 1959–62
  - La Tourelle, Wohnanlage, Genf, 1965–70
  - Palexpo, Ausstellungs- und Kongresszentrum, Le Grand-Saconnex, mit Jean-Jacqes Gerber, André Leman, Jean-Marie Ellenberger
- Paul Waltenspühl
  - Turnhalle Rue du Tir, Genf, 1952
  - Ecole des Palettes, Grand-Lancy, 1964–67
  - Primarschule, Lancy, 1971–74
  - Interkommunale Schule, Coppet, 1972–73, 1979–81